# Товарний № 717
«Товарний № 717» — радянський художній фільм режисера Миколи Лебедєва, знятий у 1931 році на студії «Союзкіно». Вийшов на екрани в 1932 році.

## Сюжет
Фільм про участь піонерів у виробничому житті підприємства. Піонерський загін заводу сільськогосподарських машин отримує лист з проханням допомогти швидкому виконанню замовлення. Піонери відгукуються на прохання. Вони зв'язуються з дирекцією заводу, виявляють прогульників, реєструють простої, малюють плакати. Замовлення достроково виконано. Для його доставки піонери формують потяг № 717. Замовлення надходить вчасно.

## У ролях
- Жорж Богданов — головна роль
- В. Забєліна — головна роль

## Знімальна група
- Режисер — Микола Лебедєв
- Сценарист — Володимир Петров
- Оператор — Василь Симбірцев
- Художник — Абрам Векслер